# Узкопалые гекконы
Узкопалые гекконы (лат. Stenodactylus) — род ящериц из семейства гекконов, включающий 10 видов, распространённых на Ближнем Востоке.

## Описание
Зрачки вертикально-эллиптические. На обеих парах конечностей число фаланг пальцев редуцировано относительно других гекконов — фаланговая формула 2-3-3-4-3. Пальцы без сложной мускулатуры и прикрепительных пластинок, снизу несут 1—15 продольных рядов чешуй. Позвонки амфицельные (двояковогнутые). Преанальные поры отсутствуют или имеется одна пара. Яйца обызвествлённые, откладываются по одному или два. Способны к вокализации.

## Таксономия
Включает 10 видов:
- Stenodactylus affinis (Murray, 1884) — иранский узкопалый геккон
- Stenodactylus doriae (Blanford, 1874) — иракский узкопалый геккон
- Stenodactylus grandiceps Haas, 1952 — большеголовый узкопалый геккон
- Stenodactylus leptocosymbotes Leviton & Anderson, 1967
- Stenodactylus mauritanicus Guichenot, 1850 — мавританский узкопалый геккон
- Stenodactylus petrii Anderson, 1896 — египетский узкопалый геккон
- Stenodactylus slevini Haas, 1957
- Stenodactylus stenurus Werner, 1899
- Stenodactylus sthenodactylus (Lichtenstein, 1823) — пустынный узкопалый геккон, или обыкновенный узкопалый гекконtypus
- Stenodactylus yemenensis Arnold, 1980

Ранее в этот род также включали виды, сейчас относимые к родам Crossobamon, Pseudoceramodactylus и Trigonodactylus